# Reproduktivt arbejde
Reproduktivt arbejde er et begreb fra marxistisk feminisme for alt det ulønnede arbejde, især udført af kvinder i hjemmets sfære (såkaldt husarbejde), som understøtter og vedligeholder lønarbejdet, og som sidstnævnte ikke kunne være produktivt foruden. Eksempler kan være: rengøring, børnepasning, madlavning, familieplanlægning, omsorgsarbejde m.m. På grund af den ofte manglende anerkendelse af reproduktivt arbejde kaldes det også usynligt arbejde. 

## Historie
Den hjemmegående husmor var i begyndelsen et udpræget velhaverfænomen. Landets fattigfolk måtte i den gryende  industrialisering alle arbejde, uanset om de var mænd, kvinder eller børn.

### Efterkrigstid
I efterkrigstiden vandt idealet om den hjemmegående husmoder indpas i forestillingen om kernefamilien. Kvindens Hvem Hvad Hvor gav i 1955 dette råd til husmødre: "Stå fem minutter tidligere op, så varer ægteskabet længere! Det er en grov fornærmelse mod Deres mand, hvis han hver dag skal indtage sin morgenkaffe med udsigt til en kone, som endnu ikke har fjernet sporene af søvnen fra sit ydre." Husmoderidealet var dog ikke realiserbart for alle familier og handlede i det store og hele om middelklassefamilier. I arbejderfamilier var det ofte nødvendigt, at begge ægtefæller havde et arbejde, selvom kvindens lave indtægt tit kun var et supplement, der gjorde tilværelsen en smule nemmere. Inklusive husarbejdet kunne kvinders arbejdstid let løbe op i 70-80 timer om ugen.
På den måde endte mange kvinder med at dobbeltarbejde. I sin essaysamling Flugten fra opvasken fra 1956, skriver Tove Ditlevsen om mediernes forløjede kvindebillede og om problemerne med at forsone kravene til både karriere og familieliv. Ifølge hende ville kvinders situation kun blive værre, hvis de fik erhvervsarbejde, med mindre staten ikke trådte til og overtog noget af ansvaret for børnene. Ditlevsen blev senere brevkasseredaktør af Familiejournalen og kom til at få en vigtig betydning for kvinder over hele landet.
Se også: Husmor og skribøse. En brevveksling med Tove Ditlevsen af Ester Nagel (1986).

### Husmødre på arbejdsmarkedet
I 2000 var 76 pct. af kvinderne i Danmark en del af den lønnede arbejdsstyrke. I 1970 var det kun omkring halvdelen af kvinder i Danmark, og niveauet var det samme i de andre nordiske lande. Denne ændring har også ændret børns opvækst markant: Nordiske børn er i stigende grad blevet institutionsbørn. Mens både fædre og mødre må tage lønarbejde, bliver børnene passet uden for hjemmet af andre lønarbejdere. Selvom dette reproduktive arbejde i dag derfor i stigende grad er blevet lønnet, i form af børnehavepædagoger, dagplejemødre m.m., udføres det stadig hovedsageligt af kvinder. Silvia Federici, der har skrevet bøger om reproduktivt arbejde, kalder denne udvikling for en 'maskulinisering' af traditionelle 'kvindearbejder'. Fordi kvinder stadig står for hoveddelen af arbejdet i hjemmet, har kvindernes indtog på arbejdsmarkedet ifølge Federici derfor ikke være en ubetinget sejr for kvindekampen. Mellem 1994-1999 steg andelen af børn mellem nul til seks år, der blev passet ude, fra 65 pct. til 75 pct., hvilket er det højeste i Norden. Børn fra tre til seks år passes i 90 pct. af tilfældene ude. Til sammenligning passes kun 67 pct. af jævnaldrende børn i Island ude.

### Serviceøkonomien
I dag findes der en række mere eller mindre officielle stillingsbetegnelser på arbejdsmarkedet, der kan karakteriseres som former for reproduktivt arbejde. Eksempler på dette kan være au pair, hushjælp, babysittere og den voksende serviceøkonomi som fx take-away, budbringning, sexarbejde, skønhedssaloner, skopudsere, sugardates og daglejere der udbyder småtjenester.

## Produktivt og reproduktivt arbejde
Marxistiske feminister som Margaret Benston og Peggy Morton har betonet, hvordan der i kapitalistiske økonomier eksisterer en adskillelse mellem to former for arbejde. Den ene er produktivt, forstået sådan at arbejdet resulterer i varer eller tjenester, som har en værdi i penge og derfor kompenseres for i form af udbetalingen af en løn. Den anden form for arbejde er reproduktiv, forstået sådan at den understøtter, vedligeholder og opretholder den første form for arbejde. Reproduktivt arbejde forbindes især med den hjemlige sfære og omfatter alt det som mennesker må gøre på egen hånd og som ikke indkasserer en løn (fx rengøring, madlavning, børnepasning). Begge former for arbejde er nødvendige for en kapitalistisk økonomi – uden begge to, ville den ikke kunne fortsætte. Mennesker har forskellig adgang til disse former for arbejde alt afhængigt af deres tildelte identitet. Kvinder udfører stadig langt størstedelen af det reproduktive, og derfor ukompenserede og ikke-anerkendte, husarbejde. For erhvervslivet, der således kun behøver at betale de 'produktive arbejdere' indebærer dette færre omkostninger. Kernefamilien dikterer kønsdynamikken at husarbejdet hovedsageligt udføres af kvinderne i husholdningen, hvilket samtidig frisætter resten af (de mandlige) medlemmer af familien fra deres egne nødvendige reproduktive arbejde.

## Eksempler på reproduktivt arbejde

### Børnepasning
- Få børnene klar til at komme i skole, på arbejde eller til andre aktiviteter.
- Vaske og beklæde børnene.
- Lære unge børn om hygiejne (pottetræning, børste tænder, snyde næsen).
- Made spædbørn og unge børn.
- Lege med børn.
- Yde omsorg for spædbørn, børn og partnere.
- Køre børn til og fra skole og andre aktiviteter.
- Hjælpe med lektier.
- Overvære og hjælpe med fx musikøvning.
- Læse børnebøger højt.
- Stoppe slagsmål og hjælpe med at løse konflikter.
- Moralsk vejledning.

### Rengøring, oppyntning og beklædning
- Holde hjemmet ryddeligt.
- Holde hjemmet rent.
- Sæsonrengøring som fx at vaske gardiner eller lufte tæpper.
- Gøre bilen eller andre køretøjer rene og organisere vedligeholdelse af dem.
- Pynte og smukkesere hjemmet (arrangere møblement og andet interiør).
- Vaske, stryge og folde tøj (og i visse fald lave det).
- Skaffe nyt tøj og andre behov som familien har.
- Passe have.
- Koordinere med håndværkere og andre servicearbejdere, der vedligeholder hjemmet.